# 鍋屋上野浄水場
鍋屋上野浄水場（なべやうえのじょうすいじょう）は、愛知県名古屋市千種区宮の腰町にある名古屋市上下水道局の浄水場。

## 概要
名古屋市に上水道を敷設するにあたって最初に建設された浄水場で、1910年（明治43年）5月に着工、1914年（大正3年）3月に竣工し同年9月から給水を開始した。犬山市の犬山取水場から取水した木曽川の水は、緩速ろ過系は春日井市の鳥居松沈殿池を経て鍋屋上野浄水場まで自然流下で送られている。急速ろ過系は木曽川の取水口から鍋屋上野浄水場に直接着水する。処理された水は、東山配水場や猪高配水場などを経由し、名古屋市内へ給水されている。
浄水施設として、水道創設当時から3期に渡って拡張工事が行なわれた緩速ろ過系統に加えて、1934年（昭和9年）に設置された急速ろ過系統がある。1987年（昭和62年）から1998年（平成10年）にかけて設備棟や本館の建設に加えて施設の更新を行ない、1日の最大処理能力は29万立方メートル。2010年度（平成22年）からは、東山管理事務所の廃止・統合に伴い市内各所の配水場の連携運転もここから行なわれている。また緩速ろ過池については、14池あったものを総面積・処理能力はそのままで12池とする全面改修工事（耐震化を含む）を2010年（平成22年）6月から行なっており、2013年（平成25年）12月の完成を目指している。
水道施設であるため通常は敷地施設内への立ち入りが規制されているが、毎年6月の水道週間に合わせて行なわれる「水フェスタ」の1日のみ、敷地内一部について一般開放が行われる。

## 関連施設

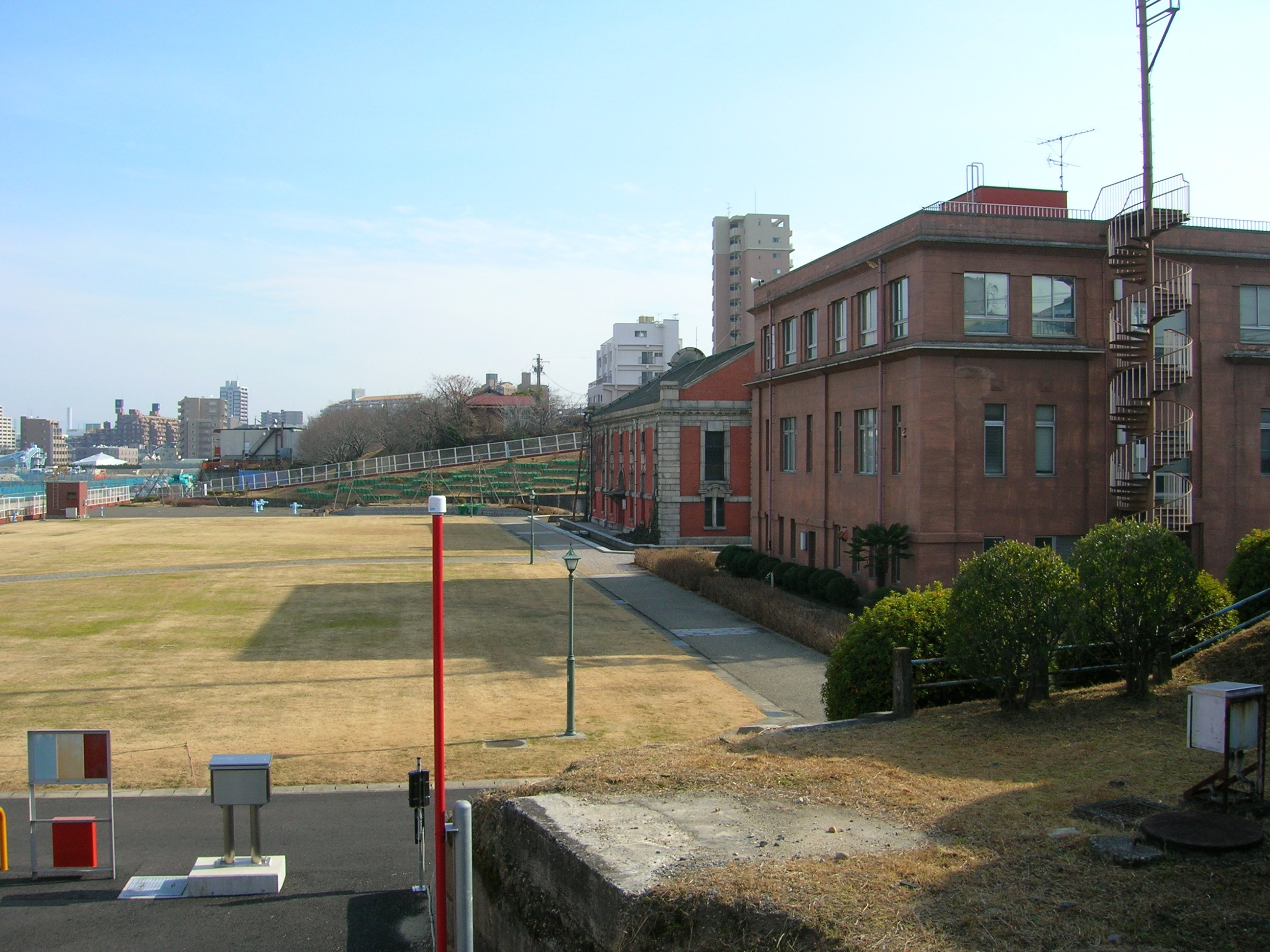
第1ポンプ所（奥）と第2ポンプ所（2013年1月）

### 第1ポンプ所
鍋屋上野浄水場が給水を開始した1914年（大正3年）9月当初から運用された送水ポンプ所で、イギリス製のレンガを用いてヨーロッパ古典期の様式にバロック様式を組み合わせて造られている。1992年（平成4年）まで稼働していた。
1985年（昭和60年）に日本水道新聞社主催の近代水道百選に選定、1989年（平成元年）には名古屋市都市景観重要建築物等の第1回指定物件となっている。また、2006年（平成18年）には毎日新聞社の記念事業としてヘリテージング100選に選定、2011年（平成23年）には土木学会選奨土木遺産に選定、2012年（平成24年）には名古屋市指定文化財となっている。
2013年（平成25年）6月現在、耐震性向上を目的として改修整備工事を実施している。

### 第2ポンプ所
1934年（昭和9年）から運用された送水ポンプ所で、鉄筋コンクリート構造・一部鉄骨構造の3階建て。2011年（平成23年）に名古屋市による第2回認定地域建造物資産に認定された。

### 水道公園「水の丘」

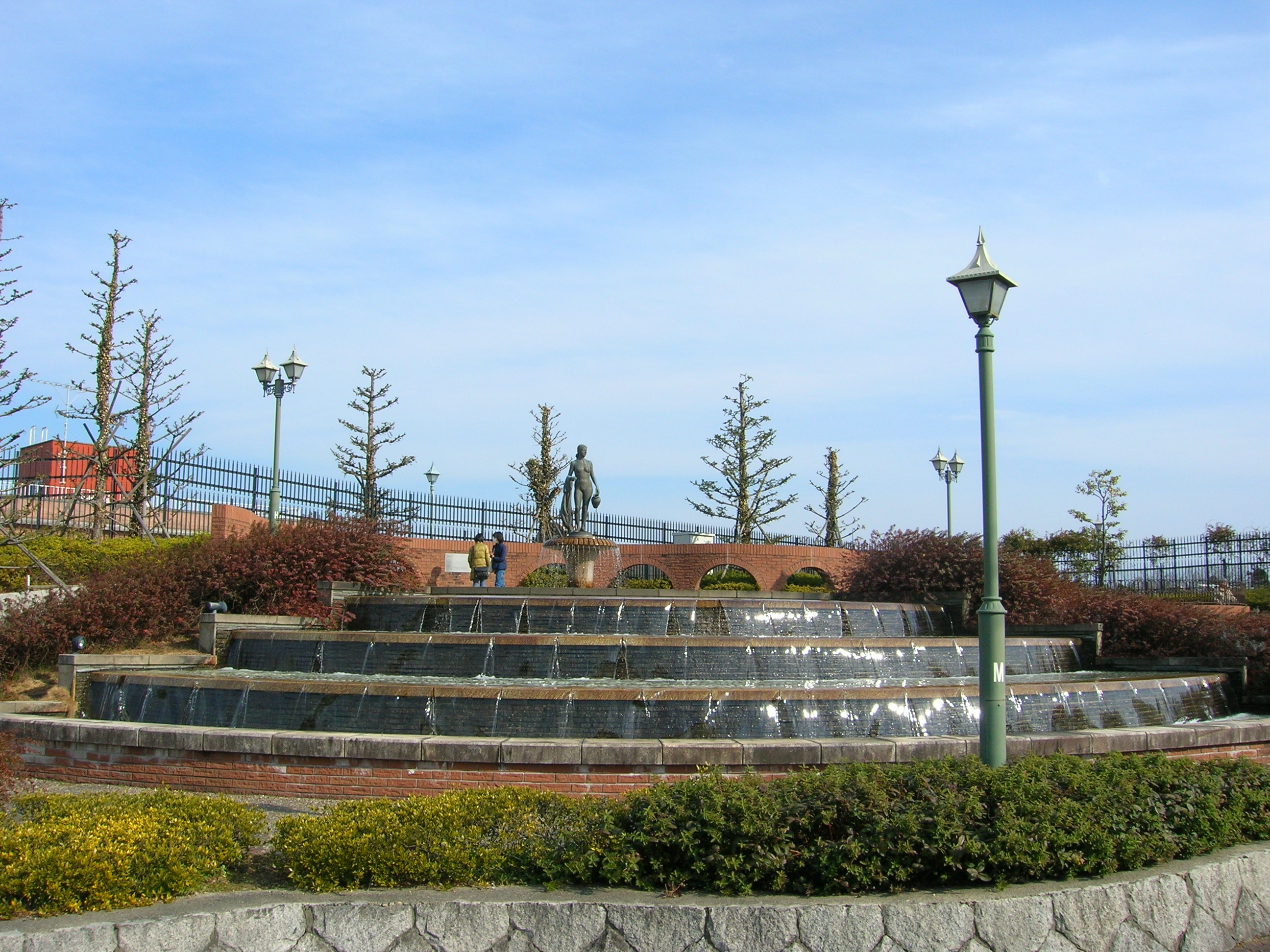
水の丘（2013年1月）

通水80周年を記念し、浄水場南西部、愛知県道215号田籾名古屋線（出来町通）と愛知県道30号関田名古屋線の交わる谷口交差点に面した一角に置かれた小規模な公園。敷地面積は1,200平方メートルで鍋屋上野浄水場の敷地内では最も高い位置にあることから、ここから沈殿池など浄水場を一望できる。浄水場で使用していた石積みや陶丸のほか、沈殿池から回収された砂・泥を元にしたレンガなどを使って造られている。平成7年度手づくり郷土賞（コミュニティー部門）受賞。

### 天満緑道「水の小径」
浄水場から東山配水場までを結ぶ天満通沿いの送水路敷地の地表部分には、木曽川を模した人工の小川が設置されている。
この緑道はTBS系ドラマ「キッズ・ウォー」シリーズのロケ地として使われた。

## ギャラリー
- 第1ポンプ所
- 工事中の緩速ろ過池
- 急速ろ過系の凝集沈殿池
- 水がない状態の凝集沈殿池 その1
- 水がない状態の凝集沈殿池 その2
- 急速ろ過系ろ過池
- 急速ろ過系ろ過池（水位が下がった状態）
- 緩速ろ過系ろ過池整備で用いられる車両 その1
- 緩速ろ過系ろ過池整備で用いられる車両 その2